# ماير سكوغ
ماير سكوغ (بالإنجليزية: Myer Skoog)‏ مواليد 2 نوفمبر 1926 في دولوث، هو مدرب كرة سلة أمريكي من أصل سويدي ولاعب سابق. بدأ مسيرته الاحترافية في سنة 1951. تم اختياره من قبل فريق لوس أنجلوس ليكرز خلال الدرافت. يبلغ طوله 5 قدم 11 بوصة (1.8 م). اعتزل اللعب في 1957. فاز بلقب دوري إن بي إيه.

## روابط خارجية
- ماير سكوغ على موقع إن بي أي (الإنجليزية)
- ماير سكوغ على موقع سبورتس رفرنس (الإنجليزية)
- ماير سكوغ على موقع كلية كرة السلة في سبورتس رفرنس.كوم (الإنجليزية)
- ماير سكوغ على موقع ريلجم (الإنجليزية)
- ماير سكوغ على موقع بروبوليرز (الإنجليزية)